# 冷苞
冷 苞（れい ほう、生没年不詳）は、中国後漢末期の武将。劉璋に仕えた。
建安18年（213年）、劉璋と関係の悪化した劉備を涪の地で迎撃したが、敗北し、綿竹へと後退した（劉備の入蜀）。

## 三国志演義
羅貫中の小説『三国志演義』では第60回から登場。劉璋は張魯への対策として劉備を迎え入れたが、劉備には用心するよう、張任らと共に忠告する。劉璋と劉備の間で宴席が設けられると、劉備配下の龐統は魏延に剣舞を演じ、隙を見て劉璋を暗殺するよう命じる。劉璋側の諸将はこの陰謀を察し、劉璋を守るため、冷苞もまた張任らと共に剣舞を演じた。
張松の内通が発覚し、劉備の叛意が明らかとなると、冷苞はその撃退のため出陣。鄧賢と共に、雒城を支えるための砦を築く。一度は魏延の攻撃を撃退し、彼を追い詰めるが、敵増援の黄忠の反撃を受けて敗走。その最中、魏延の急襲を受けて捕虜となるが、張任らを降伏させることを条件として劉備により釈放される。
しかし冷苞にその気はなく、再び敵対。涪江を決壊させての水攻めを謀るが、その計略は劉備に与した彭羕により見透かされていた。涪江に向かったところを魏延に襲撃されてまた捕虜となり、今度は劉備にも許されず、処断される。